# Gianfranco Trombetti
Gianfranco Trombetti (San Severino Marche, 6 giugno 1942) è un ex pilota automobilistico italiano.

## Carriera
Trombetti ha iniziato la sua carriera nelle gare automobilistiche internazionali nel 1969 nel Gran premio del Mugello. Dal 1975 al 1981 prese parte alla Formula 2 europea. Durante la sua prima stagione, ha gareggiato con la Scuderia Torino Corse con la quale è salito sul podio una volta. I quattro punti raccolti gli hanno permesso di conquistare il 19º posto nella classifica finale dei piloti. Un anno dopo ha preso parte a 6 gare iridate, non riuscendo mai a conquistare dei punti. Nel 1977 ha raccolto un solo punto, con il quale ha conquistato la 20ª posizione nella classifica generale. Negli anni successivi, non guadagnò più punti. Nella stagione 1980, ha concluso in ottava posizione il Gran Premio del Mugello, terminando la stagione al 24º posto.
Negli anni successivi, prese parte anche al Gran Premio d'Italia (concluso al 10º posto), al Campionato del mondo sportprototipi, al Campionato FIA Sportscar e, nel 2012, al Campionato Italiano Prototipi, concludendo in quinta posizione l'unica gara disputata.
Durante la sua carriera, si è confrontato con piloti del calibro di Arturo Merzario, Andrea De Adamich ed Andrea De Cesaris, che hanno poi preso parte ai campionati di Formula 1.

### Risultati
Da completare